# دم خوک

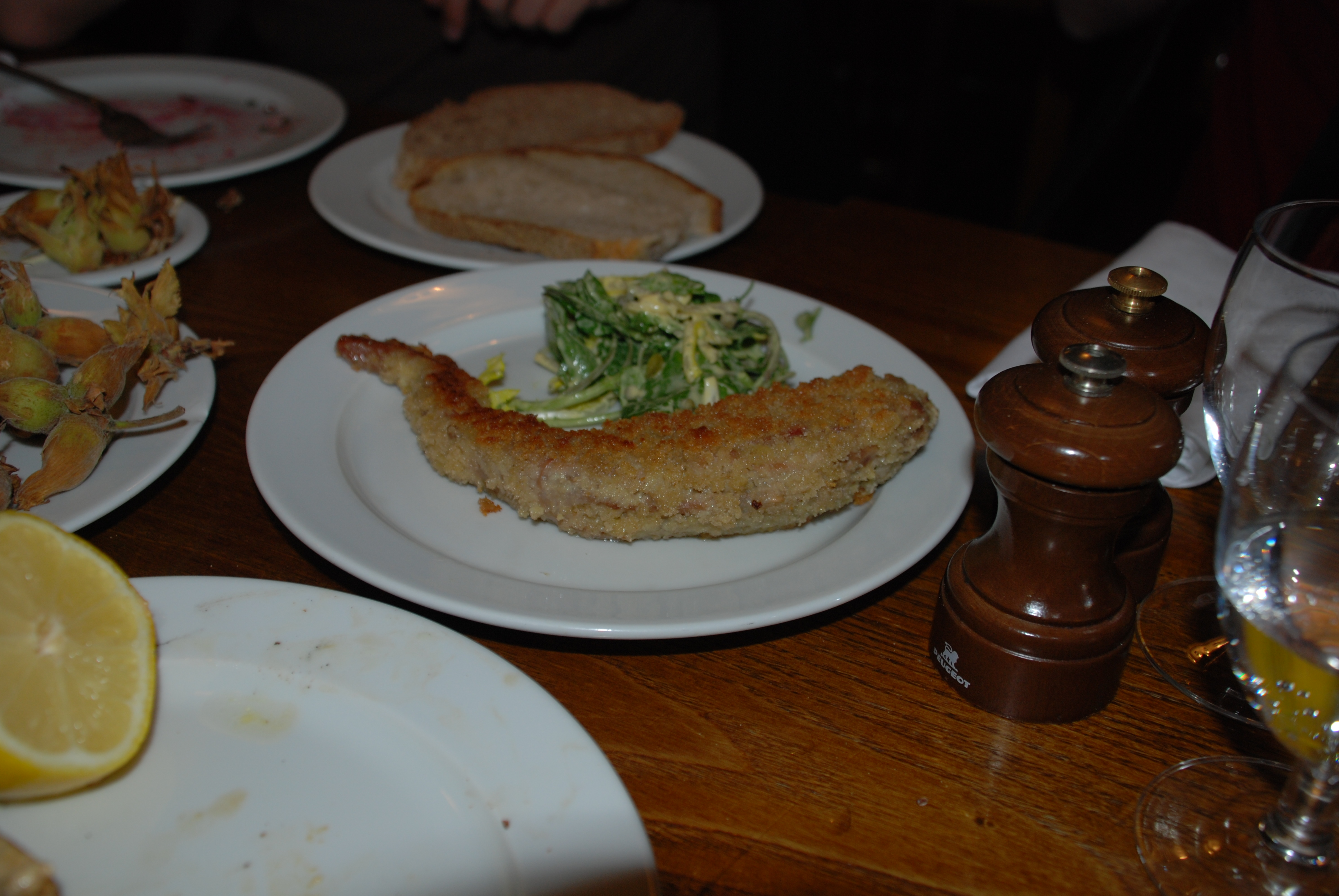
دم خوک سرخ شده

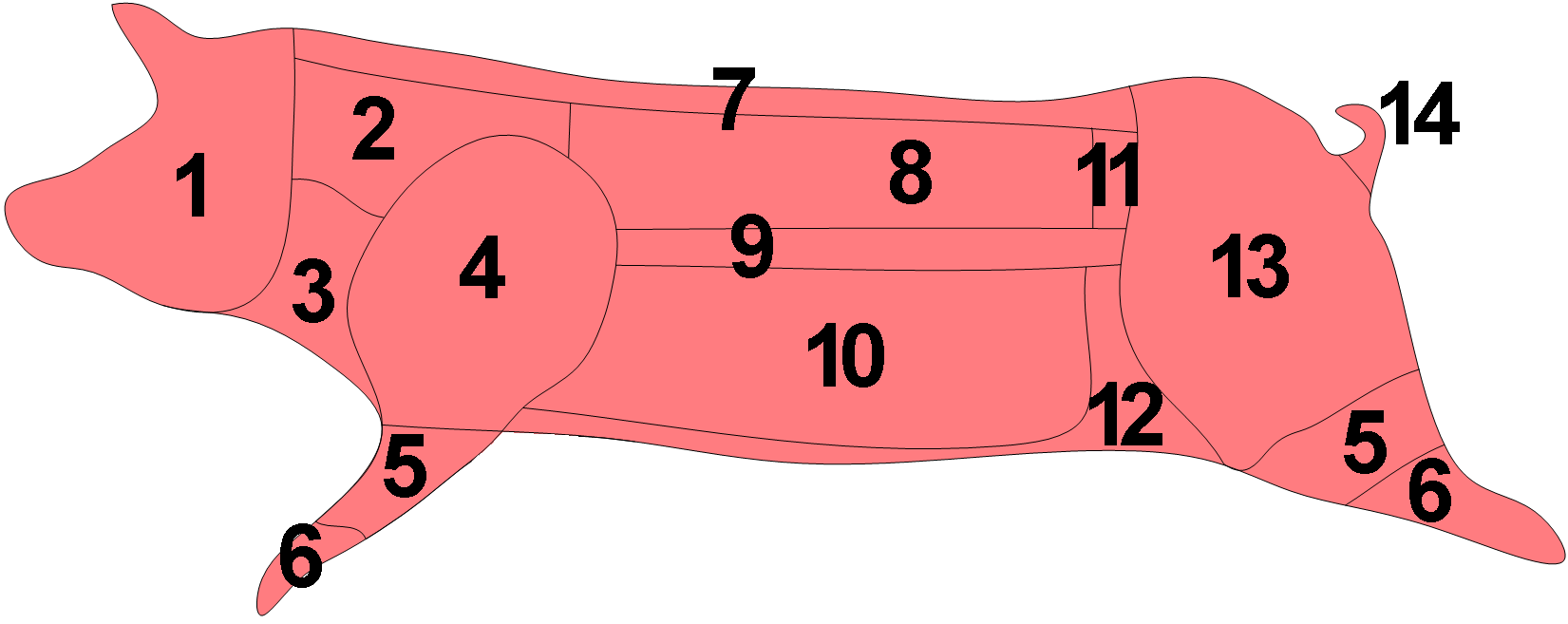
برش‌های گوشت خوک شامل شماره ۱۴، دم خوک، در تصویر دیده می‌شود.

دم خوک که به آن دم گوشت خوک نیز گفته می‌شود، دم خوک است که به عنوان یک ماده غذایی در بسیاری از غذاها استفاده می‌شود. دم خوک را می‌توان دودی، سرخ شده، یا در سس باربیکیو کباب کرد (یک تخصص در منطقه واترلو، انتاریو).
آنها همچنین با آب نمک پخته می‌شوند یا به عنوان آب ژله برای آبگوشت استفاده می‌شوند. دم خوک در آشپزی جنوب آمریکا در دستور العمل‌های مختلف با لوبیا چشم سیاه، سبزی کولد، لوبیا قرمز و کالالو استفاده می‌شود.
در کارائیب از دم خوک شور استفاده می‌شود. در پورتوریکو، دم خوک را به صورت خام در ساندویچ می‌خورند. پس از تمیز کردن، حدود سی ثانیه در مایکروویو قرار داده می‌شود و با پنیر، خردل و مایوم معمولاً روی رول سیاباتا میل می‌شود. در گوادلوپ از دم خوک برای طعم دادن به خورش‌ها و سوپ‌ها استفاده می‌شود.